# Crassula ammophila
Crassula ammophila är en fetbladsväxtart som beskrevs av Tölken. Crassula ammophila ingår i släktet krassulor, och familjen fetbladsväxter. Inga underarter finns listade i Catalogue of Life.